# Вагениц, Герхард
Герхард Вагениц (нем. Gerhard Wagenitz, 31 мая 1927, Потсдам, Веймарская республика — 30 января 2017) — немецкий ботаник, профессор Гёттингенского университета.

## Биография
Изучал биологию, химию и физику в Берлине и Гёттингене. С 1969 по 1993 год являлся профессором на кафедре систематики растений в Систематическо-геоботаническом институте Гёттингенского университета. Основные сферы его научной деятельности — это ботаническая систематика и история ботаники.
Действительный член Гёттингенской академии наук (1982).
Почётный член Московского общества испытателей природы (2012).

## Научная деятельность
Специализировался на семенных растениях.

## Научные работы
- Adelbert von Chamisso als Naturforscher und E. T. A. Hoffmann als Wissenschaftskritiker. Vandenhoeck & Ruprecht, Göttingen 2005.
- Albrecht von Haller als Botaniker in Göttingen. Goltze, Göttingen 2003.
- Morphologie am Botanischen Museum Berlin. 2003.
- «Simplex sigillum veri», auch in der Biologie? Vandenhoeck & Ruprecht, Göttingen 2003.
- Wörterbuch der Botanik. Spektrum, Heidelberg 2003. (2. Aufl.) ISBN 3-827-41398-2.
- Anfänge der Botanik an der Georgia Augusta im Spannungsfeld zwischen Haller und Linné. Vandenhoeck & Ruprecht, Göttingen 2001.
- Wörterbuch der Botanik. Fischer, Jena 1996. (1. Aufl.) ISBN 3-437-35180-X.
- Göttinger Biologen 1737—1945. Vandenhoeck & Ruprecht, Göttingen 1988. ISBN 3-525-35876-8.
- Compositae II. Parey, Berlin 1982. ISBN 3-489-86020-9.
- Das Bild der Pflanze in botanischen Werken. Göttingen 1982.
- Index collectorum principalium Herbarii Gottingensis. Göttingen 1982.
- Juglandaceae — Polygonaceae. Parey, Berlin 1981. ISBN 3-489-59020-1.
- Compositae I. Parey, Berlin 1964—1979. ISBN 3-489-84020-8.